# Ada Mae Edwards
Ada Mae Edwards MBE (* 19. Juni 1911; † 2004) war die erste weibliche Parlamentspräsidentin (Speaker) der St. Kitts National Assembly.

## Leben
Edwards wurde 1911 in Antigua geboren. Sie erhielt eine Ausbildung als Lehrerin an einem College in ihrer Heimat und 1930 siedelte sie nach St. Kitts über. Sie arbeitete als Assistant Teacher und in ihrer Freizeit bei den Girl Guides. 1941 wurde sie als Schulleiterin einer Schule in Dieppe Bay Town befördert.
1948 machte sie eine Fortbildung in Port of Spain und bei ihrer Rückkehr wurde sie Supervising Teacher für die Insel Nevis.
1959 leitete sie ein Programm um in St. Kitts die hohe Arbeitslosigkeitsrate zu verringern. Dazu bildete sie Personen für häusliche Dienstleistungen aus. Auf diese Weise konnten zahlreiche Arbeitslose in Kanada (? Canada, St. Kitts) finden. Später wirkte sie als Supervisor für Hauswirtschaftslehre in St. Kitts (1966). Im selben Jahr wurde sie als Member of the Order of the British Empire geehrt.
Edwards war politisch aktiv und wurde Executive Officer von St. Kitts-Nevis Trades and Labour Union (1972). Sie erhielt die Erlaubnis als Repräsentantin der Labour Party anzutreten und wurde zum Speaker of St. Kitts Assembly gewählt (1978). Sie wurde die erste weibliche Speaker in St. Kitts und Nevis. Sie verstarb 2004.

## Ehrungen
2011 wurde sie als eine der Frauen ausgewählt die in einer Ausstellung zum International Women’s Day geehrt wurden.